# Erebochlora duplicata
Erebochlora duplicata là một loài bướm đêm trong họ Geometridae.